# Sonia Greene
 (août 2021).
Si vous disposez d'ouvrages ou d'articles de référence ou si vous connaissez des sites web de qualité traitant du thème abordé ici, merci de compléter l'article en donnant les références utiles à sa vérifiabilité et en les liant à la section « Notes et références ».
Sonia Haft Greene Davis, née le 16 mars 1883 et morte le 26 décembre 1972, est une écrivaine occasionnelle pour des pulps, éditrice amateure, femme d’affaires et une modiste à succès qui a fondé plusieurs fanzines au début du XXe siècle et a présidé l’Amateur Press Association.

## Biographie
Greene est née Sonia Haft Shafirkin au village ukrainien d’Itchnia, à 140 kilomètres au nord-est de Kiev. Son père semble être mort pendant son enfance[évasif], et sa mère a émigré aux États-Unis, laissant Sonia et son frère à Liverpool. Sonia a rejoint sa mère en Amérique en 1892.
À l’âge de seize ans Sonia a épousé Samuel Seckendorff, plus âgé qu’elle de dix ans. Elle a donné naissance à un fils en 1900, qui est mort trois mois plus tard. Sa fille, Florence Carol, est née le 19 mars 1902. Seckendorff, un Russe, a adopté le patronyme Greene, et d’après Alfred Galpin était « un homme de caractère brutal ». Il mourut en 1916.
Greene appartenait à la classe moyenne indépendante, ce qui était peu fréquent pour les femmes de cette époque. Elle a travaillé comme modiste dans un grand magasin, voyageant souvent pour son travail. Son salaire lui permettait de louer une jolie maison pour elle et sa fille dans un quartier de Brooklyn connu sous le nom de Flatbush. Elle a aussi pu faire des dons à plusieurs journaux amateur, ainsi que se rendre à plusieurs conventions de journalisme amateur. C’est à une de ses conventions qu’elle a rencontré Howard Phillips Lovecraft.
Ils se marièrent en 1924 et emménagèrent à Brooklyn. Très vite, le couple dut faire face à des difficultés financières. Sonia Greene, en mauvaise santé, perdit son commerce. Lovecraft n'avait pas assez d'argent pour vivre et elle déménagea à Cleveland pour trouver du travail. Ils se séparèrent quelques années plus tard.
Après la fin de son mariage avec Lovecraft, Greene a déménagé vers la Côte ouest. En 1936 elle épouse un certain Dr Nathaniel Davis de Los Angeles. Néanmoins, son mariage avec Howard P. Lovecraft n’a jamais été légalement annulé car Lovecraft n’a pas pu le signer, son nouveau mariage étant ainsi techniquement bigame. Greene en a été informée tard dans sa vie et cela l’a considérablement perturbée.
La plus connue des nouvelles de Greene est Horreur à Martin Beach, révisée et éditée par H. P. Lovecraft pour être publiée dans Weird Tales (novembre 1923,). Sa fille Florence est devenue une journaliste à succès. Les deux femmes avaient une relation tendue, et il semble[évasif] qu’elles ne se soient plus jamais adressé la parole après le mariage de Sonia Greene avec Lovecraft. Greene ne mentionne pas sa fille dans son autobiographie.

## Œuvres

### Poèmes
- To Florence
- Mors Omnibus Comunis (Written in a Hospital)

### Récits
- Horreur à Martin Beach (publié dans Weird Tales, novembre 1923)[5]
- Quatre heures (non publié avant 1949 dans Something About Cats and Other Pieces, collection d’œuvres par et sur H. P. Lovecraft, Arkham House)[5]

### Autobiographie
- (en) Sonia H. Davis (ill. Jason Eckhardt), The Private Life of H.P. Lovecraft, West Warwick, Necronomicon Press, 1987 (1re éd. 1985), 25 p.Traduction française : Sonia H. Davis (ill. Jason Eckhardt), « Un mari nommé H.P.L. », dans Joseph Altairac ( éd. et trad. ), Lettres d'Innsmouth, Amiens, Encrage, coll. « Cahier d'études lovecraftiennes » (no 1), 1989, 174 p. (ISBN 2-906389-14-5).

### Essais / Éditoriaux
Dans The Rainbow :
- « Amateurdom and the Editor »
- « Recruiting »
- « Opinion »
- « Commercialism »
- « Amateur Aphorisms »
- « A Game of Chess »
- « Heins versus Houtain »

Dans The Oracle :
- « Fact vs. Opinion » (éditorial contre la censure de la pornographie)

### Éditeur / Investisseur
- The Organ of the United Amateur Press Association (publication amateure / fanzine)
- The Rainbow (publication amateure /fanzine)